# Melecta

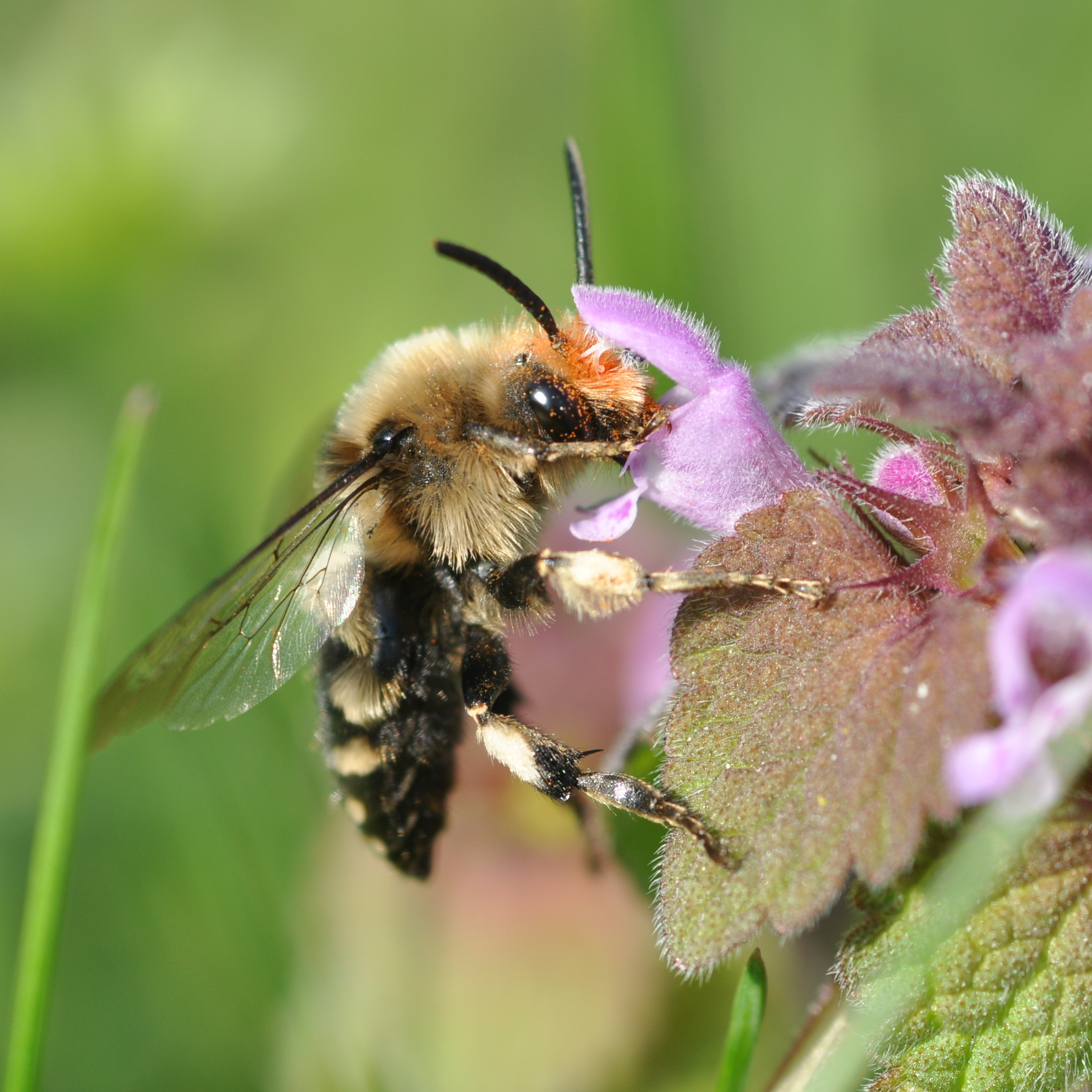
Melecta albifrons

Melecta es un género de abejas de la familia Apidae. Son de distribución holártica, hay alrededor de 55 especies en 5 subgéneros. Al igual que otros miembros de la tribu Melectini, son cleptoparásitos o abejas cuco de abejas del género Anthophora.

## Especies
- Melecta aegyptiaca Radoszkowski, 1876 i c g
- Melecta albifrons (Forster, 1771) i c g
- Melecta alcestis Lieftinck, 1980 i c g
- Melecta alexanderi Griswold & Parker, 1999 i c g
- Melecta amanda Lieftinck, 1980 i c g
- Melecta angustilabris Lieftinck, 1980 i c g
- Melecta assimilis Radoszkowski, 1876 i c g
- Melecta atripes Morawitz, 1895 i c g
- Melecta atroalba (Lieftinck, 1972) i c g
- Melecta baeri Radoszkowski, 1865 i c g
- Melecta bohartorum Linsley, 1939 i c g
- Melecta brevipila Lieftinck, 1980 i c g
- Melecta canariensis Lieftinck, 1958 i c g
- Melecta candiae Strand, 1915 g
- Melecta candida Lieftinck, 1980 i c g
- Melecta caroli Lieftinck, 1958 i c g
- Melecta chalybeia (Lieftinck, 1972) i c g
- Melecta chinensis Cockerell, 1931 i c g
- Melecta corpulenta Morawitz, 1875 i c g
- Melecta curvispina Lieftinck, 1958 i c g
- Melecta diacantha Eversmann, 1852 i c g
- Melecta diligens Lieftinck, 1983 i c g
- Melecta duodecimmaculata (Rossi, 1790) i c g
- Melecta edwardsii Cresson, 1878 i c g b
- Melecta emodi Baker, 1997 i c g
- Melecta excelsa Lieftinck, 1980 i c g
- Melecta festiva Lieftinck, 1980 i c g
- Melecta fulgida Lieftinck, 1980 i c g
- Melecta fumipennis Lieftinck, 1980 i c g
- Melecta funeraria Smith, 1854 i c g
- Melecta fuscipennis (Morawitz, 1875) i c g
- Melecta gracilipes Lieftinck, 1980 i c g
- Melecta grandis Lepeletier, 1841 i c g
- Melecta guichardi Lieftinck, 1980 i c g
- Melecta guilochei Dusmet y Alonso, 1915 i c g
- Melecta honesta Lieftinck, 1980 i c g
- Melecta italica Radoszkowski, 1876 i c g
- Melecta kuschakewiczi (Radoszkowski, 1890) i c g
- Melecta leucorhyncha Gribodo, 1893 i c g
- Melecta luctuosa (Scopoli, 1770) i c g
- Melecta mundula Lieftinck, 1983 i c g
- Melecta nivosa Morawitz, 1893 i c g
- Melecta obscura Friese, 1895 i c g
- Melecta octomaculata Radoszkowski, 1876 g
- Melecta pacifica Cresson, 1878 i c g b
- Melecta prophanta Lieftinck, 1980 i c g
- Melecta rutenica Radoszkowski, 1893 g
- Melecta separata Cresson, 1879 i c g b
- Melecta sibirica Radoszkowski, 1891 i c g
- Melecta sinaitica (Alfken, 1937) i c g
- Melecta solivaga Lieftinck, 1980 i c g
- Melecta thoracica Cresson, 1875 i c g
- Melecta transcaspica Morawitz, 1895 i c g
- Melecta tuberculata Lieftinck, 1980 i c g
- Melecta turkestanica Radoszkowski, 1893 i c g

Fuentes: i = ITIS, c = Catalogue of Life, g = GBIF, b = Bugguide.net